# Jacques Taye
Jacques Taye, chevalier, seigneur de Goyck, est un homme politique bruxellois.

## Biographie
D'une ancienne famille brabançonne, issue des Lignages de Bruxelles, dont les membres occupèrent des fonctions publiques à Bruxelles, à Louvain et à la cour de Philippe le Bon, de Charles le Téméraire et de Maximilien, Jacques Taye est le fils du chevalier Jacques Taye, seigneur de Wemmel (en), et de Catherine van Crickengijs. Il descend d'Henri Taye, bourgmestre de Bruxelles en 1437, et est l'oncle d'Engelbert Taye, baron de Wemmel, également bourgmestre en 1620.
Le 23 juin 1579, au milieu des troubles religieux touchant les Pays-Bas, le magistrat de Bruxelles est renouvelé, et huit jours plus tard, Jacques Taye est élu premier bourgmestre. Chef du parti catholique, mais dépourvu d'énergie, il laisse abattre son parti et est éliminé en 1580. 
En 1585, il fait partie de la députation de dix-sept membres qui négocie à Beveren, avec Alexandre Farnèse, la capitulation, signée le 10 mars, de la ville de Bruxelles alors assiégée par les Espagnols. Le 14 avril suivant, Farnèse, instituant un nouveau magistrat, choisit des hommes connus pour leur catholicisme et leur royalisme, et rétabli Jacques Taye dans ses fonctions de bourgmestre.
Jacques Taye avait épousé Julienne Boisot, sœur des amiral Charles et Louis de Boisot. Il est le beau-père du bourgmestre Jacques van der Noot.
Gentilhomme érudit, il connaissait le latin, le grec et l'hébreu.